# Vierzon (1939–1944)
Vierzon (1939–1944) ist für die Historikerin Catherine Poncelet, die sich eingehend mit dem Schicksal der Stadt Vierzon im Zweiten Weltkrieg befasst hat, eine historische Epoche, die durch zwei Besonderheiten gekennzeichnet: die innerfranzösische Demarkationslinie und den starken kommunistischen Widerstand, der zu erheblichen Repressionen geführt habe. Das von ihr in diesem Zusammenhang erwähnte Internierungslager Sourioux, in dem vor allem deutsche Juden aus der Region, Kommunisten und spanische Bürgerkriegsflüchtlinge gefangengehalten wurden, könnte dabei unschwer als dritte Besonderheit Erwähnung finden, denn es war zu seiner Zeit nicht primär Teil der gegen Kommunisten gerichteten Repressionen, sondern Teil der Repressionen, die sich nach dem Ausbruch des Zweiten Weltkriegs gegen alle Menschen richtete, die aus nationaler französischer Sicht als feindliche Ausländer stigmatisiert wurden. Das waren vor allem die Emigranten aus dem nationalsozialistischen Herrschaftsbereich.

## Internierungslager Sourioux
Trotz bestehender gesetzlicher Grundlagen waren in Frankreich lebende deutsche Emigranten bis zum Ausbruch des Zweiten Weltkriegs nicht verfolgt und auch nicht interniert worden. Das änderte sich mit Frankreichs Kriegseintritt am 3. September 1939, der am 5. September die Aufforderung an alle männlichen deutschen Staatsangehörigen zwischen 17 und 50 Jahren folgte, sich unverzüglich an Sammelpunkten einzufinden.
Für die in Paris lebenden Emigranten war das Stade de Colombes einer der zentralen Sammelpunkte, von denen aus dann um die Mitte des Monats September herum die Verlegung der Internierten in Lager in ländlicheren Regionen erfolgte. Im Zuge dieser Entwicklung trafen am Nachmittag des 16. Septembers 1939 600 Männern am Bahnhof von Vierzon ein. 400 von ihnen marschierten in das hiesige Lager Camp Sourioux, 200 wurden nach Avord verbracht.
Der Name des Lagers leitete sich von Louis Sourioux ab, einem Holzhändler und Besitzers eines Industriegeländes im Stadtteil Forges. Der hatte 1932 eine alte Ziegelei erworben und darin ein Sägewerk errichtet. 1937 musste er dieses schließen und die Gebäude verkaufen. In der Folge mieteten sich darin zwei Firmen ein, von denen eine ein Lagerhaus betrieb. Dieser Teil wurde am 1. September 1939 vom französischen Staat beschlagnahmt, um darin das Internierungslager einzurichten.
Das Camp de Sourioux, das größte der etwa sieben Lager im Département Cher, war als Arbeitslager für Prestataires (Dienstleister) geplant, die zum Teil auch für die British Expeditionary Force arbeiten mussten. Politisch standen wohl die meisten Inhaftierten den Kommunisten nahe, und bald nach der Inhaftierung der Deutschen wurden auch französischen und spanische Kommunisten in das Lager gebracht. Personen, die als besonders gefährlich erachtet wurden, wurden in das Internierungslager Le Vernet verlegt.
Über die Ausstattung des Lagers und das Lagerleben ist wenig bekannt, außer dass die im September angekommenen Männer mit Stroh zum Schlafen Vorlieb nehmen mussten. Auch Kochutensilien und Schüsseln standen ihnen zur Verfügung. Es blieb bis zum 17. Juni 1940, dem Tag, an dem Pétain die Deutschen um einen Waffenstillstand bat, in seiner bisherigen Funktion in Betrieb.

« Pourtant, des traces prouvent qu'il a existé après cette date. Mais là, les archives sont quasiment muettes. En juillet 1940 des réquisitions ont lieu par une autorité française pour du matériel alors que la ville de Vierzon est déjà passée sous occupation allemande depuis plus d'un mois. Bien sûr, entre-temps, les hôtes du camp avaient changé. Rempli dorénavant de prisonniers de guerre français, dont bon nombre de Maghrébins, Noirs et Malgaches qui resteront sur place jusqu'en septembre 1944... »

„Dennoch gibt es Spuren, die belegen, dass es auch nach diesem Datum noch existierte. Doch hier schweigen die Archive nahezu. Im Juli 1940 wurden von einer französischen Behörde Materialien beschlagnahmt, obwohl die Stadt Vierzon bereits seit über einem Monat unter deutscher Besatzung stand. Natürlich hatten sich in der Zwischenzeit die Lagerbewohner geändert. Das Lager war nun mit französischen Kriegsgefangenen gefüllt, darunter viele Maghrebiner, Schwarze und Madagassen, die bis September 1944 dort blieben...“

Das deutet darauf hin, dass unter dem Vichy-Regime und während der deutschen Besatzung aus dem Internierungslager für unerwünschte Ausländer ein Frontstalag geworden war. Ein Beleg dafür ließ sich jedoch nicht finden, wenngleich Vierzon zu Beginn der Besatzungszeit auch für die Kolonialsoldaten ein wichtiger Ort zum illegalen Überqueren der Demarkationslinie zwischen der besetzten und der freien Zone war.
Bekannte Internierte
Auf der Webseite der Stadt Vierzon wird davon ausgegangen, dass die im September 1939 nach Vierzon gekommenen 400 Deutschen über ein relativ einheitliches Profil verfügten. die 80 Karteikarten im Departementsarchiv würden zeigen, dass es sich durchweg um deutsche Juden gehandelt habe. Das trifft auch auf die meisten in dem Artikel erwähnten Personen zu.
- Hermann Bassfreund wird im Polizeibericht als deutscher Staatsbürger bezeichnet und als „Vertreter einer großen Berliner Buchhandlung, Handelsreisender, der häufig die deutsche Grenze überquert“.[2]
- Luis Carmona, Spanier, Heizungsinstallateur und „aktiver kommunistischer Aktivist“[2]
- Klaus Gysi[5]
- Wilhelm Kirschey[5]
- Joseph Kuntz, Porzellanhersteller und ein „sehr verdächtiger militanter Kommunist“[2]
- Ludovic Printz, gebürtiger Saarländer und ehemaliger Angehöriger der internationalen Brigaden[2]
- John Rewald[2]

## Vierzon zwischen Teilung und Befreiung
Anfang Mai 1940 richtete ein starkes Hochwasser große Schäden in Vierzon an. Nahezu zeitgleich startete am 10. Mai 1940 der der deutsche Angriff in Richtung Frankreich, in dessen Folge zunächst Flüchtlingsströme die Stadt durchquerten und schließlich die sich zurückziehenden französischen Truppen. Schätzungen gehen davon aus, dass nach dem 10. Mai die damals 25.000 Einwohner zählende Stadt in den folgenden anderthalb Monaten von 120.000 flüchtenden Menschen durchquert wurden. Alleine 6.000 Sonderzüge passierten den Bahnhof.
Vierzon wurde erstmals am 5. Juni 1940 von deutschen Flugzeugen bombardiert. Weitere Luftangriffe folgten am 7., 15. und 17. Juni; die beiden letzteren forderten 70 Todesopfer. Während Pétain am 17. Juni die französischen Truppen auffordert, den Kampf einzustellen, widersetzt sich das Militär in Vierzon der auch von der Präfektur wiederholten Aufforderung. Es kommt zu Brückensprengungen und einem Artillerieduell, bevor sich am 18. Juni die französischen Soldaten doch noch aus der Stadt zurückziehen.
Am Abend des 19. Juni trifft eine erste deutsche Vorhut in Vierzon ein. Die eigentliche Besetzung folgt dann eine Tag später, das Rathaus wird besetzt, die Hakenkreuzfahne gehisst und führende Kommunalpolitiker als Geiseln verhaftet. Ihnen wird die Erschießung angedroht, falls Bewohner von Vierzon weiterhin Waffen tragen sollten.

« Les quatre prochaines années seront celles de l’occupation, de la ligne de démarcation, des restrictions, des pillages industriels et agricoles, de la collaboration, de la résistance, des maquis gaullistes, des maquis communistes qui libèreront la ville le 4 septembre 1944… »

„Die nächsten vier Jahre waren die Jahre der Besatzung, der Demarkationslinie, der Einschränkungen, der Plünderungen in Industrie und Landwirtschaft, der Kollaboration, des Widerstands, der gaullistischen und kommunistischen Maquis, die die Stadt am 4. September 1944 befreiten...“

Die unmittelbar gravierendste Folge für die Stadt und ihre Bewohner war deren Zweiteilung durch die entlang der Cher verlaufenden Demarkationslinie. Die Pont du Cher (Lage) war mit einem entsprechenden Ausweis zunächst der einzige legale Übergang zwischen dem besetzten nördlichen Hauptteil der Stadt (Stadtzentrum) und der südlichen freien Zone. Später wurde auch die zerstörte Eisenbahnbrücke wieder aufgebaut.
Trotz dieser schwierigen Situation organisierten in Vierzon Widerstandskämpfer und Mitglied der Forces françaises de l’intérieur (FFI) heimliche Grenzübertritte für Flüchtlinge, darunter viele Juden. Einer der bekanntesten dieser Menschenschmuggler war der spätere Arzt Charles Cliquet, der auch heimliche Grenzübertritte für Mitglieder der britischen Rettungsorganisation für abgeschossene Piloten, dem Pat O’Leary, organisierte. 1943 wurde er denunziert, gefoltert und in das Konzentrationslager Buchenwald verschleppt, wo es ihm zu überleben gelang. Andere dieser Flüchtlingshelfer wurden ebenfalls deportiert oder bezahlten ihren Einsatz mit dem eigenen Leben.
- Raymond Toupet wurde am 6. Februar 1942[11] bei einer geheimen Überfahrt mitten im Cher von einer deutschen Patrouille getötet. Nach Schätzungen von Historikern soll er 2.000 Menschen in seinem Boot geschmuggelt haben.[12]
- Constant Duval (1878–1943) verhalf ebenfalls zahlreichen Flüchtlingen aus Kriegsgefangenenlagern, alliierten Piloten sowie Agenten der britischen oder gaullistischen Streitkräfte mit gefälschten Papieren zur Flucht. Duval wurde am 9. Oktober 1941 verhaftet und später wegen Spionage, gaullistischer Propaganda und Herstellung falscher Papiere angeklagt und nach Deutschland deportiert. Er starb am 29. März 1943 im Düsseldorfer Gefängnis.[13] Nach Constant Duval sind in Vierzon ein Stadion und ein Weg benannt.[14]
- Juliette Mersey war Krankenschwester und enge Mitarbeiterin von Constant Duval bei der illegalen Fluchthilfe. Sie wurde 1943 verhaftet, nach Deutschland deportiert und starb dort im Alter von 58 Jahren.[10][15]
- Familie Labertonnière-Fauconnier. Unstrittig ist, dass nach dem Widerstandskämpfer Georges Fauconnier (* 16. April 1914; † Juli 1944) in Vierzon eine Straße benannt ist.[14] Der Metallarbeiter arbeitete in einer Fabrik Bourges und war nach einem Streik am 30. November 1938 entlassen worden. Danach war er wohl ausschließlich im Widerstand aktiv, bevor er am 6. Oktober 1943 verhaftet und danach gefoltert wurde. Über das nahe Compiègne gelegene Sammel- und Durchgangslager Royallieu wurde er am 2. Juli 1944 mit dem Todeszug aus Compiegne ins KZ Dachau deportiert. Als der Zug am 5. Juli 1944 am Bahnhof Dachau eintraf, waren „von den 2.541 Männern, die in Frankreich in den Zug gepfercht wurden, […] 984 Männer tot“.[16] Georges Fauconnier war einer dieser Toten.
Georges Fauconnier war seit 1937 mit Jeannine Suzanne Labertonnière (1917–2003) verheiratet. Nach dem nach Jean Maitron benannten Dictionaire Biographique Mouvement Ouvrier Mouvement Social war sie Aktivistin der Kommunistischen Jugend in Bourges, dann heimliche Leiterin der Union der Französischen Frauen (UFF)[17] im Département du Loir-et-Cher; Widerstandskämpferin und Mitglied des Befreiungskomitees des Departements Loir-et-Cher. In ihrem Haus in Vierzon befand sich von November 1943 bis Mai 1944 die Druckmaschine, auf der die in der Region Vierzon verbreiteten Flugblätter und Geheimpublikationen hergestellt wurden.[18]
Dass in dem zitierten Maitron-Artikel steht, Suzanne Labertonnière habe bis zu ihrem Tod am 23. September 1981 im Gemeinderat von Vierzon gesessen, stimmt schon deshalb nicht, weil Jeannine Suzanne Labertonnière erst 2003 verstarb. Die 1981 verstorbene Gemeinderätin dagegen war ihre Mutter, die ein auf einer Webseite zitiertes standesamtliches Protokoll als „Emilie Suzanne Moreau Witwe Labertonnière, stellvertretende Bürgermeisterin von Vierzon, bevollmächtigte Standesbeamtin“ signierte.[19] Laut dem Maitro-Artikel war die politische Entwicklung von Jeannine Labertonnière eng mit der ihrer Eltern und insbesondere ihrer Mutter Suzanne Labertonnière verknüpft. Beide Eltern hätten mit den Ideen der Kommunistischen Partei sympathisiert und seien vermutlich ab 1939 auch Mitglieder der PCF gewesen.[18]
Jeannine Suzanne Labertonnière, verheiratete Fauconnier, lebte nach dem Krieg nicht mehr in Vierzon und trug in dritter Ehe den Familiennamen Stugocki.[18][20] Von daher ist anzunehmen, dass das seit 1995 in Vierzon existierende Restaurant Social Suzanne-Labertonnière nach ihrer Mutter und langjährigen Kommunalpolitikerin benannt ist. Dieses Sozial-Restaurant ist ein soziales Zentrum, in dem täglich warme Mahlzeiten an bedürftige Menschen ausgegeben werden.[21]
- Berty Albrecht (1893–1943) war vor dem Ausbruch des Zweiten Weltkriegs Mitglied der Menschenrechtsliga und zeichnete sich durch ihr feministisches und humanistisches Engagement aus. Nach dem Waffenstillstand von 1940 kam sie nach Vierzon und arbeitete als Betriebsleiterin in einer Fabrik. Während dieser Zeit half sie, entflohene Gefangene über die Demarkationslinie zu bringen. Sie setzte ihre Arbeit im Widerstand später in Lyon fort und erhängte sich am 31. Mai 1943 während ihrer Inhaftierung in Fresnes.[22]
- Georges Rousseau (1894–1976) war eine weitere wichtige Person für das kommunale Geschehen und den Widerstand in Vierzon. Er war ursprünglich Mitglied der Sozialisten (SFIO), trat aber 1921 der Kommunistischen Partei (PCF) bei.[23] An der Spitze des mehrheitlich aus Kommunisten bestehenden Bloc ouvrier et paysan (Arbeiter- und Bauernblock) trat er 1925 erstmals bei den Kommunalwahlen in Vierzon-Villages an. Die Liste wurde mit 10 Sitzen die zweitstärkste Fraktion neben der SFIO mit 12 Sitzen. Ein erster Versuch, Bürgermeister zu werden, scheiterte im März 1927. Nach den Wahlen im Mai 1929 wurde die PCF stärkste Kraft und Georges Rousseau erstmals Bürgermeister.[23]
Rousseau förderte lokale Vereine, von denen einige auch das Wort „Rouge“ (rot) in ihrem Namen trugen und den Sozialisten oder Kommunisten nahe standen. Ein wichtiges Projekt war ihm zudem der Zusammenschluss der vier Gemeinden Vierzon-Ville, Vierzon-Villages, Vierzon-Bourgneuf und Vierzon-Forges. Nachdem er 1935 zum Bürgermeister wiedergewählt wurde, genehmigte am 8. April 1937 der Präfekt des Départements endlich die „Fusion des 4 Vierzon“ zum sogenannten „großen Vierzon“ genehmigt, womit ein von Rousseau fast 10 Jahre betriebener Prozess zum Abschluss kam. In der Folge wurde er am 2. Mai 1937 an der Spitze der „Liste populaire du Grand Vierzon, présentée par le Parti communiste“ („Volksliste von Grand Vierzon, präsentiert von der Kommunistischen Partei“) zum ersten Bürgermeister von Grand-Vierzon gewählt.[23]
Anfang 1940 (möglicherweise auch schon im Oktober 1939) wurde Georges Rousseau als Bürgermeister entlassen, weil er sich nicht öffentlich von seiner Mitgliedschaft in der Kommunistischen Partei losgesagt hatte.[24] Nach der Besetzung Frankreichs durch die Deutschen half er Flüchtlingen, die Demarkationslinie zu überqueren und war einer der Organisatoren der ersten bewaffneten Gruppen im Cher. Er hielt geheime Treffen in seiner Werkstatt ab und verteilte Flugblätter.[23]
Am 22. Juni 1941, dem Tag des deutschen Überfalls auf die Sowjetunion, wurde Georges Rousseau und mehr als tausend weitere Kommunisten in der Besatzungszone verhaftet („L’ Aktion Theoderich“). Er kam zunächst in das Gefängnis von Bourges und wurde am 27. Juni 1942 von hier in das bereits erwähnte Sammel- und Durchgangslager Royallieu verlegt. Am 6. Juli 1942 war Rousseau einer der 1.175 Männer – überwiegend Kommunisten –, die als Vergeltung für die bewaffneten Aktionen der PCF gegen Offiziere und Soldaten der Wehrmacht deportiert wurden.[23]
Bei seiner Ankunft in Auschwitz am 8. Juli erhielt Rousseau die Registrierungsnummer „46.079“ und wurde einen Tag später in das KZ Auschwitz-Birkenau verlegt. Es war der Beginn einer Lagerodyssee, die Rousseau über das KZ Flossenbürg in das KZ Wansleben verschlug. Bei dessen Evakuierung wurde er Mitte April 1945 zwischen den Dörfern Quellendorf und Hinsdorf von amerikanischen Truppen befreit.[23]
Am 24, Mai 1945 kehrte der von den Lagerstrapazen schwer gezeichnete Rousseau wieder nach Frankreich zurück. Zu der Zeit war er bereits wieder Bürgermeister von Vierzon, denn am 15. November 1944 hatte der Präfekt des Cher den aus den Wahlen vom Mai 1937 hervorgegangenen Gemeinderat wieder in sein Amt eingesetzt. Für diejenigen, die verschwunden oder in Gefangenschaft waren, wurden Stellvertreter ernannt, im Falle von Rousseau Léo Mérigot. Trotz seiner Abwesenheit wurde Rousseau am 29. April 1945 erneut zum Bürgermeister gewählt; sein Amt konnte er dann im Sommer 1945 wieder übernehmen. Am 26. Oktober 1947 verlor Rousseau sein Amt, obwohl die Kommunisten in der Kommunalwahl wieder die stärkste Kraft geworden waren. Erst 1959 wurde mit Léo Mérigot erstmals wieder ein Kommunist Bürgermeister von Vierzon.[23]
Georges Rousseau wurde im September 1953 als politischer Deportierter anerkannt, die Anerkennung deportierter Widerstandskämpfer blieb ihm aber seitens der Präfektur versagt. Er wurde bis 1971 regelmäßig als Gemeinderat wiedergewählt, bevor er aus gesundheitlichen Gründen nicht mehr kandidierte. Er erhielt 1967 die Ehrenmedaille der Stadt Vierzon, in der eine Straße und ein Sozialzentrum seinen Namen tragen. Georges Rousseau starb am 8. Mai 1976.[23]

Im November 1942 wurde die bislang freie Zone von den Deutschen besetzt. Was sich dadurch in der noch knapp zwei Jahre fortdauernden Besetzung für die Menschen in der nun wiedervereinten Stadt änderte, ist nicht bekannt. Allerdings wurde seit dem am 22. Juni 1941 erfolgten deutschen Überfall auf die Sowjetunion die Zahl der in Vierzon stationierten Besatzungstruppen immer kleiner. Waren am 20. Juni 1940 mehr als 1.500 Soldaten der Wehrmacht in Vierzon einmarschiert und dort auch stationiert worden, so waren es nach Schätzungen im Sommer 1944 nur noch 150: hauptsächlich Feldgendarmen, die den Bahnhof kontrollierten, und Gestapo-Angehörige. Die Standortkommandantur bestand noch, arbeitete aber mit einem reduzierten Personalbestand.
Für die im Untergrund arbeitenden Widerstandsgruppen, die teilweise kein weiteren Kräfte mehr in ihre Reihen aufnehmen konnten, weil es ihnen an Material, vor allem aber an Waffen, fehlte, besserte sich 1944 die Situation bereits vor der Landung der Alliierten in der Normandie. Aufgrund vermehrter Fallschirmabwürfe wurden die gaullistischen und kommunistischen Maquisards in die Lage versetzt, neue Kräfte zu rekrutieren, um verstärkt Aktionen gegen die Deutschen zu unternehmen. Allerdings führte das auch zu heftigen Reaktionen der Deutschen.
- Der knapp 10 km von Vierzon entfernten Bauernhof La Bissoudre in der Gemeinde Orçay diente im Sommer 1944 als Versteck für einen großen Vorrat an Waffen und Munition der gaullistischen Vierzoner Widerstandsgruppe Vengeance (Rache). Dieses Versteck wurde am 7. August 1944 von etwa fünfzig deutsche Soldaten angegriffen. Von den zwölf anwesenden Widerstandskämpfern konnten fünf fliehen, die anderen sieben wurden gefangen genommen und hingerichtet.[26]
- Am Abend des 15. August saßen zwei in Vierzon stationierte deutsche Soldaten dort im „Café de l'Église“. Sie wurden von zwei Widerstandskämpfern ihrer Waffen beraubt und gefangen genommen.[27]
Am nächsten Morgen, am 16. August, umstellte die Gestapo das Café und sperrte die gesamte Nachbarschaft ab. Zufällig anwesende Menschen dürfen die Absperrung nicht mehr verlassen und werden durch ein Maschinengewehr in Schach gehalten. Bevor es aber zu Übergriffen auf die festgehaltenen Menschen kommen konnte, hatte die Gestapo die Information erhalten, dass sich die für die Entführung verantwortlichen Widerstandskämpfer im Café du Chalet am Berry-Kanal aufhielten, das nun Ziel der Gestapo wurde.[27]
Die Deutschen trafen an diesem Ort tatsächlich auf drei Widerstandskämpfer, von denen einer bei der Personenkontrolle das Feuer eröffnete und einen Feldgendarmen erschoss. Auch der Schütze wurde getötet, seine zwei Kameraden konnten aber fliehen.[27]
Die deutschen Truppen zerstören die provisorische Baracke, in der sich das Café du Chalet befand und kümmern sich dann um die seit dem Morgen beim Café de l'Église festgehaltenen Menschen. Nach einer Identitätskontrolle werden alle bis auf vier Personen freigelassen. Die vier festgehaltenen Geiseln – Alice Caillat (38), der Besitzerin des Café du Chalet, Marie-Louise Rolland (51), die Mutter des geflohenen Besitzers des Café de l'Église, Madeleine Chantelat (24), Kellnerin im Café de l'Église, und Camille Lurat (23), ein Busfahrer – wurden in einem in Richtung Bourges sich entfernenden Auto weggebracht. Was aus ihnen wurde, blieb ungeklärt.[27]
- Der Der 31. August 1944 ist in der Region als Tag der Schlacht bei Saint-Hilaire-de-Court bekannt. In dem Ort 5 km südwestlich von Vierzon wollten etwa 300 Widerstandskämpfer den Rückzug von etwa 2.000 deutschen Soldaten aufhalten. Doch deren personelle Überlegenheit zwang die Widerstandskämpfer zum Rückzug. „Es gab vier Tote und sieben Verletzte. Die deutschen Soldaten brannten daraufhin die Bauernhöfe von Junchère und Bellefiole nieder; sie versammelten die Bewohner des Viertels Junchère gegen 7 Uhr in einer Scheune und brannten die Häuser in diesem Viertel nieder; sie töteten auch den Bauern von Bellefiole, der seine Tiere aus dem brennenden Stall holte. Gegen Mitternacht lassen sie die Bewohner frei.“[28]

## Die Befreiung von Vierzon
Am 10. Mai 1944 war im Untergrund das Komitee zur Befreiung des Departements Cher gegründet worden. In der Folge wurde der oben bereits erwähnte Arzt Léo Mérigot zum Vorsitzenden des lokalen Befreiungskomitees von Vierzon ernannt. Kaum einen Monat später begann am 6. Juni 1944 die Landung der Westalliierten in der Normandie. In deren Folge verstärkten sich die alliierten Luftangriffe auf die deutschen Truppen, was für Vierzon als strategisch wichtiger Eisenbahnknotenpunkt eine Serie von Bombardierungen nach sich zog. Den Auftakt machten englische Flugzeuge am 4. und am 29. Juni 1944. Am 1. Juli wurden dann innerhalb weniger Minuten mehr als 1.250 Bomben auf die Stadt abgeworfen, vor allem auf den Rangierbahnhof und auf die an den Bahnhof angrenzenden Stadtviertel. 54 Menschen verloren ihr Leben, mehr als 250 Häuser wurden zerstört und 700 beschädigt. Diese Bombardierungen waren Teil eines alliierten Plans zur Zerstörung der Infrastruktur, um die Bewegungen der deutschen Armee in Richtung der Front in der Normandie so weit wie möglich zu verlangsamen.
Die Befreiung von Vierzon begann Anfang September 1944. Bereits Ende August hatte es eine geheime Unterredung zwischen dem bisherigen Vic hy-Bürgermeister Boré und Mérigot, dem Vorsitzenden des Befreiungskomitees gegeben, um einen reibungslosen Übergang zwischen den beiden Regimen zu ermöglichen. Am 2. und 3. September zogen letztmals deutsche Truppen durch die Stadt, und am 4. September wurde tagsüber lediglich noch ein deutsches Beiwagengespann gesichtet. Abends, gegen 21 Uhr, fuhr ein kleiner Konvoi mit Widerstandskämpfern in die Stadt ein.

« Les FTPF des FFI occupèrent très vite l'Hôtel de Ville, la Poste, les locaux de la Standortkommandatur et la Feldgendarmerie. D'autres éléments des FFI qui s'étaient infiltrés dans la ville occupaient aussi la gare et toutes les installations ferroviaires. Le drapeau tricolore, qu'on n'avait plus vu depuis quatre ans, fut hissé sur tous les monuments publics ; les cloches se mirent à sonner à toute volée à Villages, aux Forges, à la Ville. Et leurs notes cristallines annoncèrent aux Vierzonnais la bonne nouvelle!
Bientôt d'ailleurs des drapeaux surgirent un peu partout aux fenêtres et la foule des braves gens qui depuis quatre années attendait cette minute solennelle s'amassa dans les rues principales. Elle saluait les FFI, les acclamait follement et des cris de "Vive la France, vive de Gaulle, vivent les FTPF !" jaillissaient ça et là, impressionnants. »

„Die FTPF der FFI besetzten sehr schnell das Rathaus, die Post, die Räumlichkeiten der Standortkommandatur und die Feldgendarmerie. Andere Teile der FFI, die in die Stadt eingedrungen waren, besetzten auch den Bahnhof und alle Bahnanlagen. Die Trikolore, die man seit vier Jahren nicht mehr gesehen hatte, wurde auf allen öffentlichen Denkmälern gehisst; die Glocken begannen in Villages, in Forges und in La Ville zu läuten. Und ihre kristallklaren Töne verkündeten den Bürgern von Vierzon die gute Nachricht!
Bald tauchten überall Fahnen aus den Fenstern auf und die Menge der braven Menschen, die seit vier Jahren auf diese feierliche Minute gewartet hatte, sammelte sich in den Hauptstraßen. Sie begrüßten die FFI, jubelten ihnen zu und hier und da ertönten beeindruckende Rufe wie "Vive la France, vive de Gaulle, vivent les FTPF!"“

Doch „die Menge der braven Menschen“ wollte nicht nur feiern. Noch an diesem Abend begann die Jagd auf Kollaborateure, und fünf Personen wurden ohne Prozess hingerichtet.
Am 5. September übernahm am frühen Nachmittag Léo Mérigot offiziell die Zivilgewalt und verkündete, dass die städtischen Dienste wieder in Betrieb genommen werden und die Versorgung neu organisiert wird. Eine bewaffnete Bürgergarde soll Ausschreitungen verhindern, was aber nur zum Teil gelingt: Einige Frauen wurden durch die Stadt geführt, die zuvor „frisch geschoren worden waren, weil sie vergessen hatten, dass sie Französinnen waren“ („Tandis qu'on promenait en ville quelques femmes fraîchement tondues pour avoir oublié qu'elles étaient françaises.“).
Am 9. September 1944 trafen sich in Vierzon die neuen Repräsentanten der regionalen Behörden mit den neuen Vertretern der lokalen Behörden unter Léo Mérigot. Der Tag endet mit der Pflanzung eines Baumes, der an die Befreiung erinnern sollte.